# Horyň
Horyň (ukrajinsky Горинь Horyň, bělorusky Гарынь Haryň, rusky Горынь Goryň) je řeka, která protéká Ternopilskou, Chmelnyckou a Rovenskou oblastí na západě Ukrajiny a Brestskou oblastí v Bělorusku. Je dlouhá 659 km. Povodí řeky je 27 700 km².

## Průběh toku
Pramení na Kremeněcké vysočině a na horním toku protéká Volyňskou vysočinou převážně v úzké dolině s vysokými prudkými úbočími. Na středním toku pokračuje Polesím v širokém silně bažinatém úvalu, který je členěn mnoha průtoky a starými rameny. Na dolním toku protéká Pinskými bažinami. Ústí zprava do Pripjati.

### Přítoky
Největším přítokem je zprava Sluč.

## Vodní režim
Průměrný roční průtok vody v ústí činí 90 m³/s.

## Využití
Řeka je splavná. Vodní doprava je možná od města Davyd-Haradok. Na řece leží města Izjaslav, Slavuta, Netišyn, Dubrovycja, Stolin a Davyd-Haradok.